# José Maurício
José Maurício Linhares Barreto, mais conhecido como José Maurício, (Campos dos Goytacazes, 22 de setembro de 1935 - 18 de maio de 2024) foi um advogado, administrador de empresas e político brasileiro que exerceu o mandato de deputado federal pelo Rio de Janeiro.

## Dados biográficos
Filho de João Borges Barreto e Francisca Linhares Barreto. Advogado formado na Universidade Federal Fluminense no ano onde foi instaurado o Regime Militar de 1964 tornando-se consultor jurídico da Cruz Vermelha Brasileira e antes de se formar trabalhou na Biblioteca Pública do Estado do Rio de Janeiro e na Caixa Econômica Federal. Em 1987 graduou-se em Administração de Empresas pela Fundação Getulio Vargas.
Filiado ao MDB em 1969, nele permaneceu até a volta ao pluripartidarismo em 1980 quando ingressou no PDT elegendo-se deputado federal pelo Rio de Janeiro em 1974, 1978, 1982, 1986, 1990 e 1994 interrompendo sua atividade legislativa, na qual participou da elaboração da Constituição de 1988, para assumir a Secretaria de Minas e Energia nos dois governos de Leonel Brizola. Findo o seu último mandato tentou voltar a Brasília por três eleições consecutivas, mas não obteve sucesso. Em 2004 se candidatou a prefeitura de São Gonçalo obtendo apenas o 4° lugar com quase 10 mil votos.
Faleceu em 18 de maio de 2024.